# Relações entre Brasil e Uruguai
As relações entre Brasil e Uruguai são as relações diplomáticas entre a República Federativa do Brasil e a República Oriental do Uruguai. São relações de países vizinhos com fortes laços históricos, culturais e geográficos. A singularidade das relações entre os dois países origina-se da forte conexão histórica, marcada por importantes eventos, como o estabelecimento da Colônia do Sacramento em 1680, sua anexação pelo Brasil e a subsequente criação da Província Cisplatina em 1815, e a independência do Uruguai em relação ao Brasil em 1828.
A assinatura do Tratado de Assunção, em 1991, deu início a um período de fortalecimento dos laços políticos, econômicos e diplomáticos.

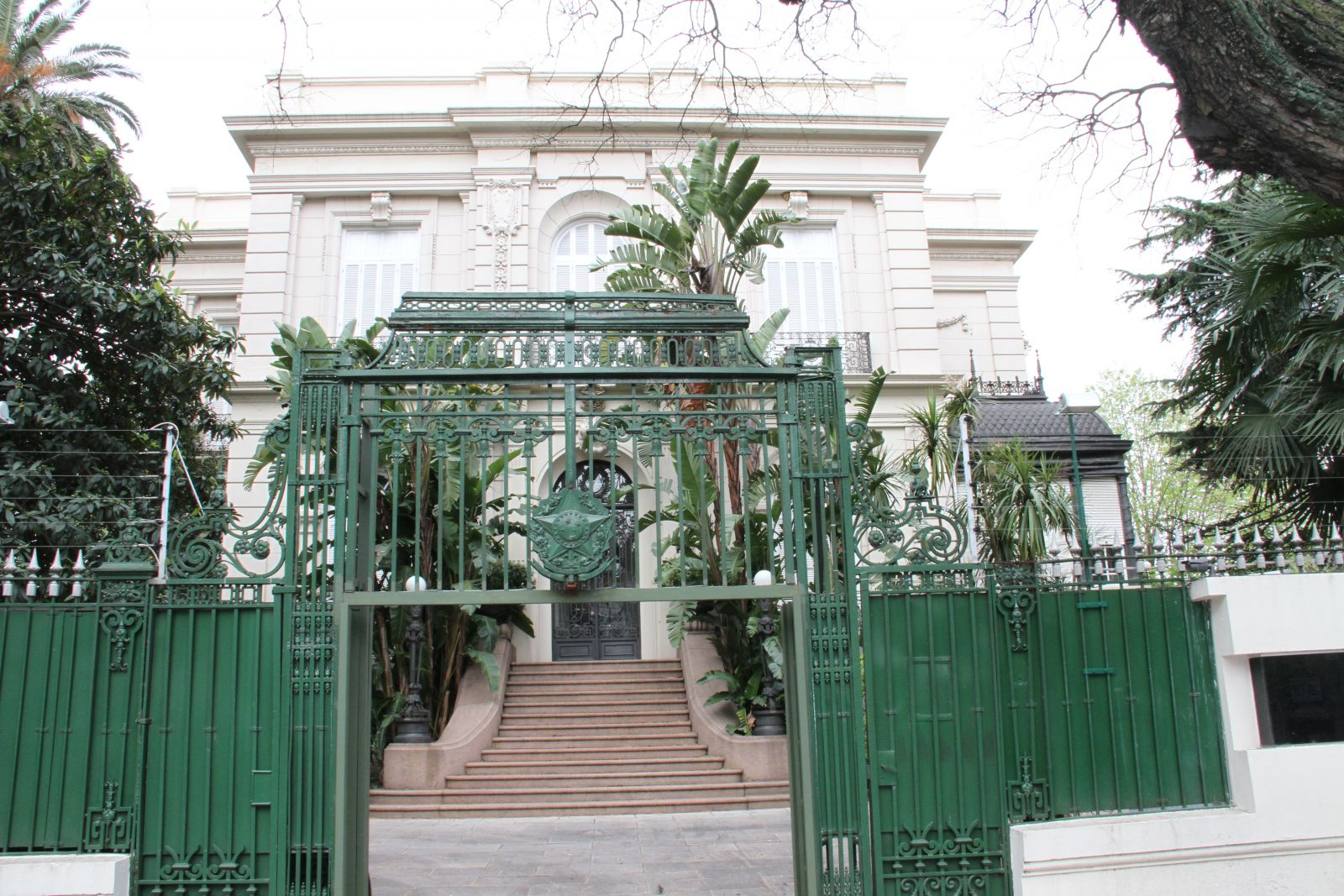
Embaixada brasileira em Montevidéu, capital uruguaia.

## História

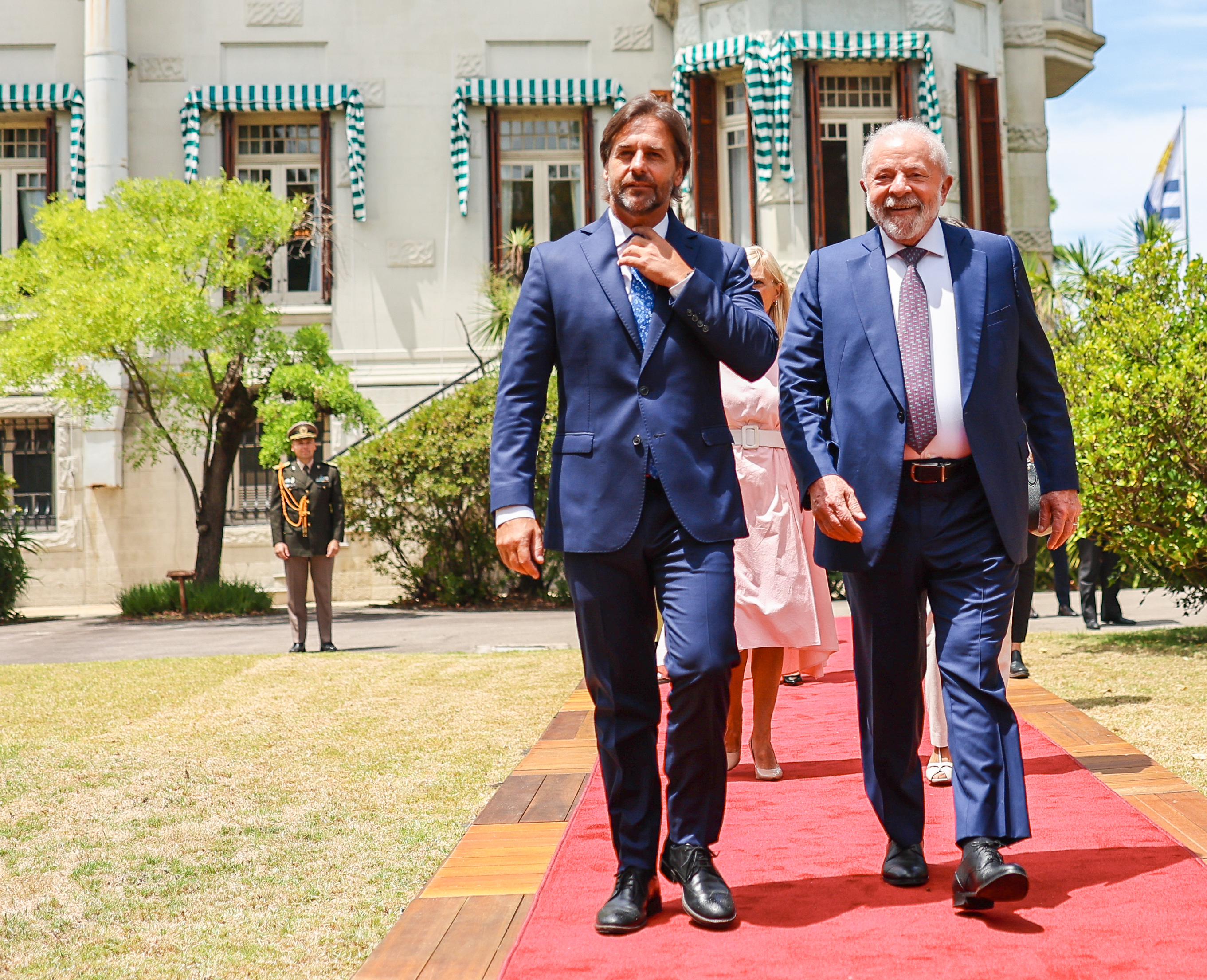
Lula e Lacalle Pou em visita oficial ao Uruguai em 2023.

### Atualmente
Em 30 de julho de 2010, o ex-presidente do Brasil, Luiz Inácio Lula da Silva,  e o presidente do Uruguai, José Mujica, assinaram acordos de cooperação em diversas áreas como defesa, ciência, tecnologia, energia, transporte fluvial e pesca, com a esperança de acelerar a integração política e econômica entre estes dois países vizinhos.
Em 30 de junho de 2011, a ex-presidente do Brasil, Dilma Rousseff, em um encontro com José Mujica no Uruguai, ressaltou a prioridade brasileira da cooperação em infraestrutura, com a finalização da construção da ferrovia que liga as cidades de Cacequi a Santana do Livramento, na fronteira Brasil-Uruguai; e em tecnologia, com o apoio em projetos nas áreas de biotecnologia, nanotecnologia, e tecnologia da informação.

## Comparação entre os países
|                                                  | Brasil                                     | Uruguai                                    |
| ------------------------------------------------ | ------------------------------------------ | ------------------------------------------ |
| População                                        | 208.494.900 habitantes                     | 3.415.866 habitantes                       |
| Área                                             | 8.514.877 km²                              | 176.215 km²                                |
| Densidade populacional                           | 23,8 hab/km                                | 19,8 hab/km²                               |
| Capital                                          | Brasília                                   | Montevidéu                                 |
| Maior cidade                                     | São Paulo                                  | Montevidéu                                 |
| Governo                                          | República presidencialista                 | República presidencialista                 |
| Línguas oficiais                                 | Português                                  | Espanhol                                   |
| PIB (nominal)                                    | US$ 2,244 Trilhões (US$ 11 067 per capita) | US$ 55,597 Bilhões (US$ 16 332 per capita) |
| Moeda                                            | Real                                       | Peso Uruguaio                              |
| Índice de Desenvolvimento Humano (2014)          | 75° (0,755)                                | 52° (0,793)                                |
| Índice de Competitividade Global (2014)          | 57.º (56.º em 2013)                        | 80° (85° em 2013)                          |
| Produção Científica (2014)                       | 13° (59.736)                               | 78° (1.281)                                |
| Reservas Internacionais em 2014 (milhões de USD) | 6° (376.090)                               | 57° (14.300)                               |
| Índice de Liberdade Econômica (2013)             | 100° (57.7)                                | 36° (69.7)                                 |
| Índice Global de Paz (2014)                      | 90° (91° em 2013)                          | 33° (27° em 2013)                          |